# Martibianta
Martibianta is een geslacht van hooiwagens uit de familie Biantidae.
De wetenschappelijke naam Martibianta is voor het eerst geldig gepubliceerd door Silhavý in 1973. 

## Soorten
Martibianta is monotypisch en omvat slechts de volgende soort:
- Martibianta virginsulana